# Мастура Ардалан
Мах-Шараф Ханум Мастура Ардалан или Мастура Ардалан (также Мастуре, «спрятанная, целомудренная», 1805, Сенендедж — 1848, Сулеймания) — курдская поэтесса, историк и писательница.

## Биография
Ардалан родилась в Сенендедже, в Восточном Курдистане и умерла в Сулеймании, в Иракском Курдистане. Она была феодальной аристократкой (дочерью рода везиров со стороны матери и семейства Кадири со стороны отца) при дворе Ардаланского ханства с центром в Сенне, изучала курдский, арабский и персидский языки под руководством своего отца, Абульхасан-бека Кадири. Её муж, Хосров-хан Ардалан, был правителем княжества (и, вероятно, незадолго до свадьбы он арестовал и убил её деда, назира Мухаммад-аку), она вышла замуж в 1241/1825-26 или в начале 1242/1826-27 года. Мастура была любимой, но не старшей женой, детей в браке не было. Смерть её мужа сделала княжество уязвимым для внешнего вмешательства. Когда в XIX веке государство Каджаров завоевало территорию Ардалана, она уехала в княжество Бабан с центром в Сулеймании.

## Работы
Ардалан написала несколько книг, поэтических, исторических и художественных. В основном она писала на курдском языке, на диалекте горани и на персидском языке, но у неё есть также несколько стихов на сорани. Большая часть её курдской поэзии была забыта в XX веке, но была заново открыта и опубликована в конце XX и начале XXI века. Она была поэтессой и считалась единственной женщиной-историографом Ближнего Востока до конца XIX века. Ардалан написала книгу об истории курдской династии Ардаланов. Она также написала сборник стихов.

## Наследие
Статуя известной курдской поэтессы, работа иранского скульптора Хади Зиауддини на данный момент находиться в Сенендедже, Иран.

## Книги
- Khronika Doma Ardalan: Ta’rikh-I Ardalan by Mah Sharaf Khanum Kurdistani and E. I. Vasileva, ISBN 5-02-016559-X / 502016559X
- Divan-i Masturah Kurdistani, Collection of poems, 238 pp., 1998, ISBN 964-6528-02-3.